# Bundermannketten
Die Bundermannketten sind ein kleiner Gebirgszug im ostantarktischen Königin-Maud-Land. Er ragt unmittelbar nördlich des Nupskammen und des Terningskarvet in der Gjelsvikfjella auf.
Entdeckt und benannt wurde der Gebirgszug bei der Deutschen Antarktischen Expedition 1938/39 unter der Leitung des Polarforschers Alfred Ritscher. Namensgeber ist der Luftbildfotograf und Expeditionsteilnehmer Max Bundermann (* 1904), erster Geschäftsführer der Hansa Luftbild.